# Singlespeed

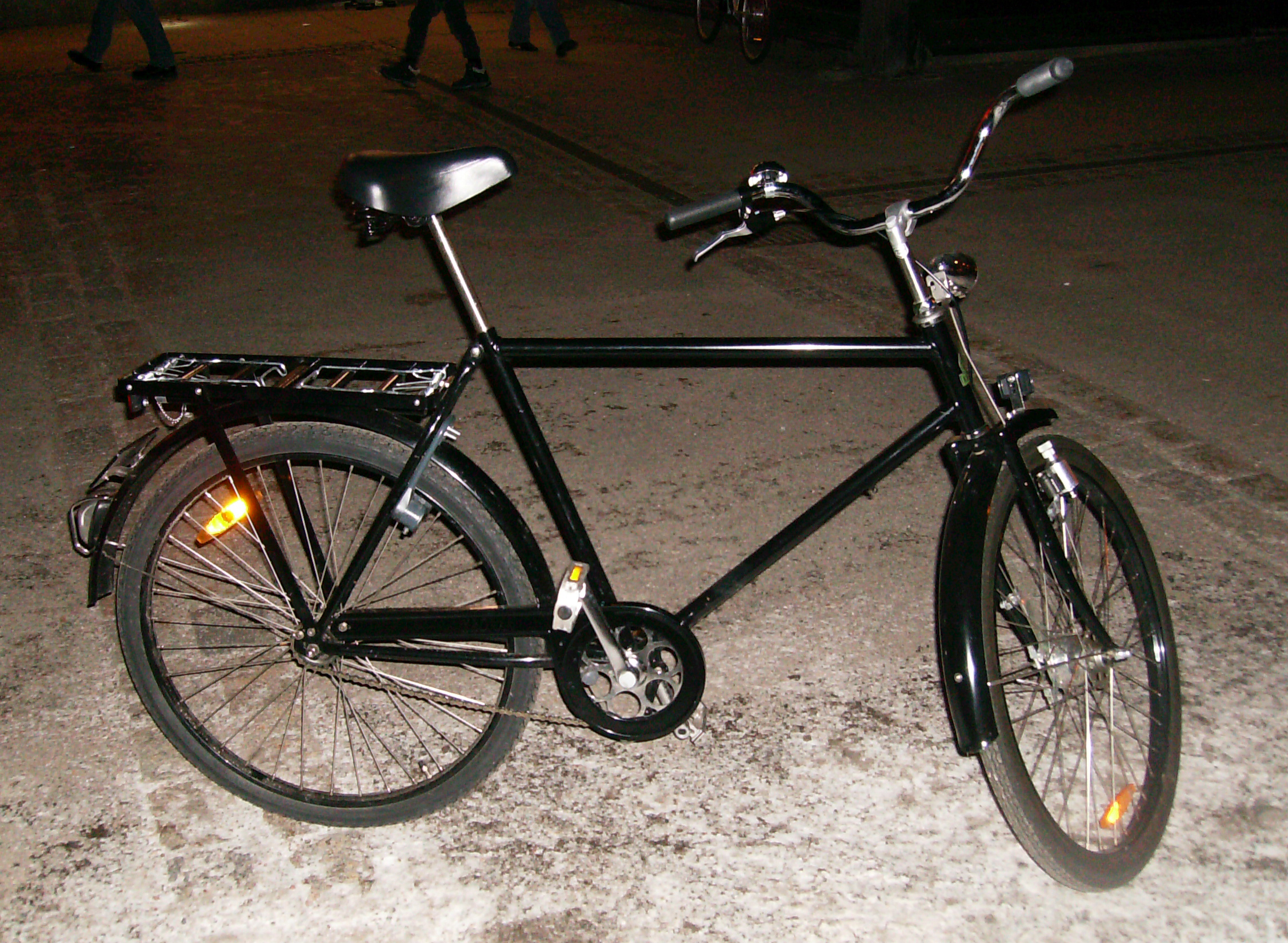
Nyare enväxlad cykel av standardmodell.

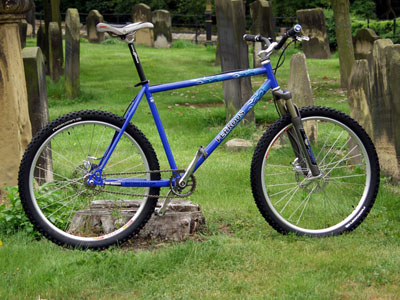
Enväxlad mountainbike

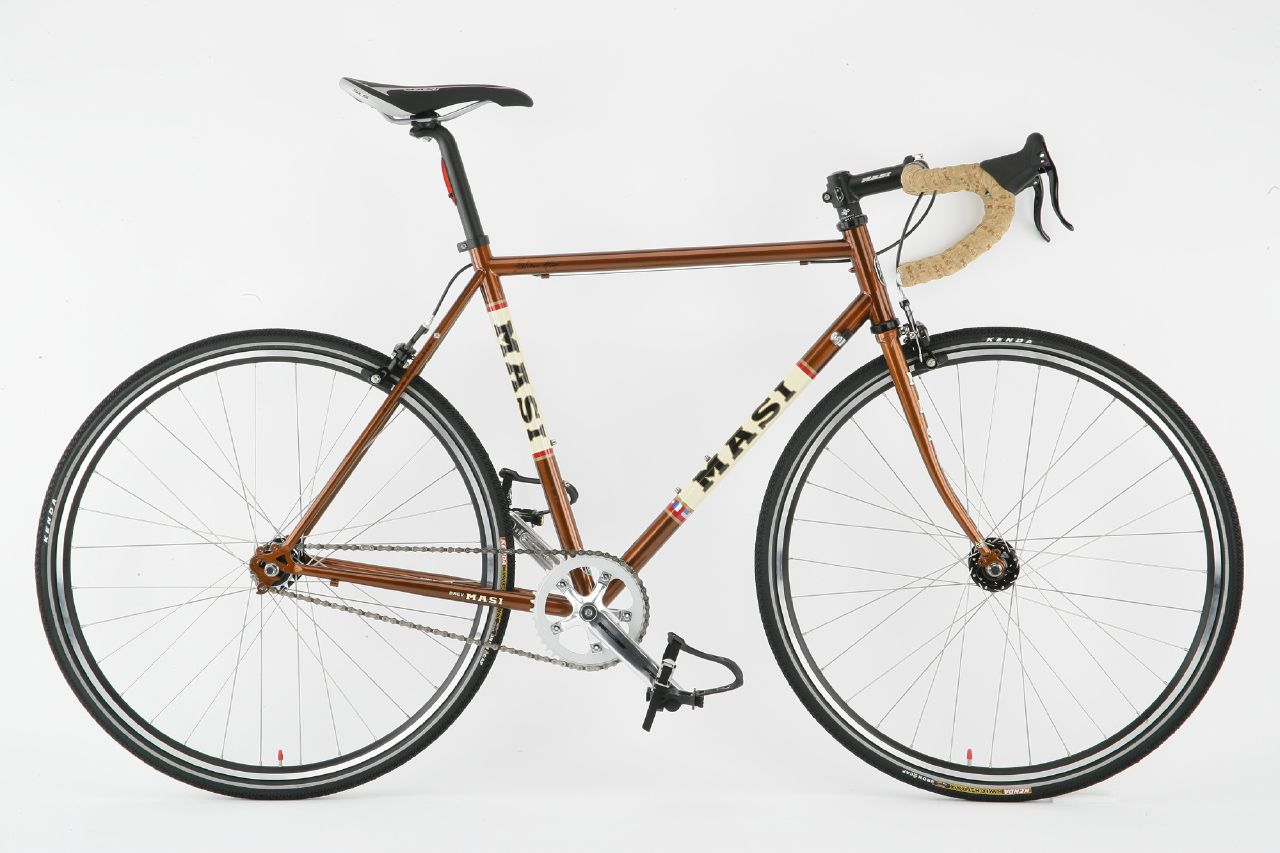
Enväxlad racercykel

Singlespeed, enpetare, är en cykel med fast utväxling och frihjul. En cykel med fast utväxling men utan frihjul benämns Fixie. Vilken utväxling Singlespeeden har beror på vad cykeln skall användas till samt hur vältränad åkaren är, och den finns i alla cykelvarianter; från standardcyklar med full utrustning till mer avskalade landsvägsracers och terränggående mountainbikes.
Singlespeedcyklar av mountainbike- och racertyp var förr oftast ombyggda, men på senare år har fler och fler tillverkare lanserat olika modeller.
De största fördelarna med singlespeed-cyklar jämfört med växlade cyklar är att de är enklare mekaniskt uppbyggda och därmed har färre komponenter som kan gå sönder samt att de blir billigare och enklare att reparera och underhålla. Detta har gjort att de blivit populära som pendlarcyklar.[källa behövs]